# Митьково (Раменский район)
Митько́во — деревня в Раменском муниципальном районе Московской области. Входит в состав сельского поселения Никоновское. Население — 6 чел. (2010).

## Название
В 1577 году упоминается как пустошь Митково-Лопатино, в XVI—XVII вв. — деревня Лопатино, в конце XVIII века — Митково, а с конца XIX века Митьково. Оба названия происходят от имён владельцев деревни и связаны с некалендарными личными именами Митка и Лопата.

## География
Деревня Митьково расположена в южной части Раменского района, примерно в 31 км к югу от города Раменское. Высота над уровнем моря 147 м. В 3 км к юго-западу от деревни протекает река Северка. К деревне приписано СНТ Зелёные холмы. Ближайший населённый пункт — деревня Слободка.

## История
В 1926 году деревня являлась центром Митьковского сельсовета Троице-Лобановской волости Бронницкого уезда Московской губернии.
С 1929 года — населённый пункт в составе Бронницкого района Коломенского округа Московской области. 3 июня 1959 года Бронницкий район был упразднён, деревня передана в Люберецкий район. С 1960 года в составе Раменского района.
До муниципальной реформы 2006 года деревня входила в состав Никоновского сельского округа Раменского района.

## Население
| 1926 | 2002 | 2010 |
| ---- | ---- | ---- |
| 254  | ↘0   | ↗6   |

В 1926 году в деревне проживало 254 человека (99 мужчин, 155 женщин), насчитывалось 58 крестьянских хозяйств. По переписи 2002 года постоянное население в деревне отсутствовало.